# Pierre noire (médecine traditionnelle)
Pour les articles homonymes, voir Pierre noire.
Une pierre noire est un fragment d’os torréfié en milieu réducteur, ce qui lui confère des propriétés adsorbantes. Malgré cela, cette méthode s'avère totalement inefficace pour soigner les morsures de serpent venimeux .

## Mode d'action
La méthode consiste à placer la pierre noire sur la morsure — éventuellement incisée en croix préalablement. Selon une croyance ancienne, elle absorberait alors le poison. 

## Inefficacité
Le mode d'action de la pierre noire est inefficace,. Dans son ouvrage Venins de serpent et envenimations, Jean-Philippe Chippaux affirme : « Les systèmes d’aspiration instrumentale ont fait l’objet d’études expérimentales qui ont montré leur faible efficacité. Le venin se diffuse très rapidement dans l’organisme et l’action locale de l’aspiration est trop limitée pour avoir un rendement suffisant. »